# Прибрежный (Костромская область)
Прибрежный — посёлок в составе Костромского района Костромской области России. Входит в Сущёвское сельское поселение.

## География
Находится в юго-западной части Костромской области, в подзоне южной тайги, на берегу реки Костромы и Нагорного канала, на расстоянии приблизительно 25 километров по Сущёвскому тракту от города Костромы, административного центра области и района.

### Климат
Климат характеризуется как умеренно континентальный, с продолжительной холодной многоснежной зимой и коротким сравнительно тёплым летом. Средняя температура воздуха самого холодного месяца (января) — −11,6 °C; самого тёплого месяца (июля) — 17,8 °C (абсолютный максимум — 37 °С). Годовое количество атмосферных осадков — 613 мм, из которых большая часть выпадает в тёплый период.

## Население
| 2008 | 2010 | 2014 |
| ---- | ---- | ---- |
| 404  | ↘349 | ↗425 |

## Инфраструктура
Личное подсобное хозяйство с зоной сельскохозяйственного использования, индивидуальная застройка усадебного типа.
2 исправительных колонии:
- Женская исправительная колония № 3[7]
- Колония-поселение № 5[8]

Отделение почтовой связи.
База отдыха «Объект № 100» располагается в лесном массиве на берегу Костромского моря (Горьковское водохранилища).

## Транспорт
Автобусное сообщение с райцентром. Остановка общественного транспорта «Прибрежный».

## Галерея

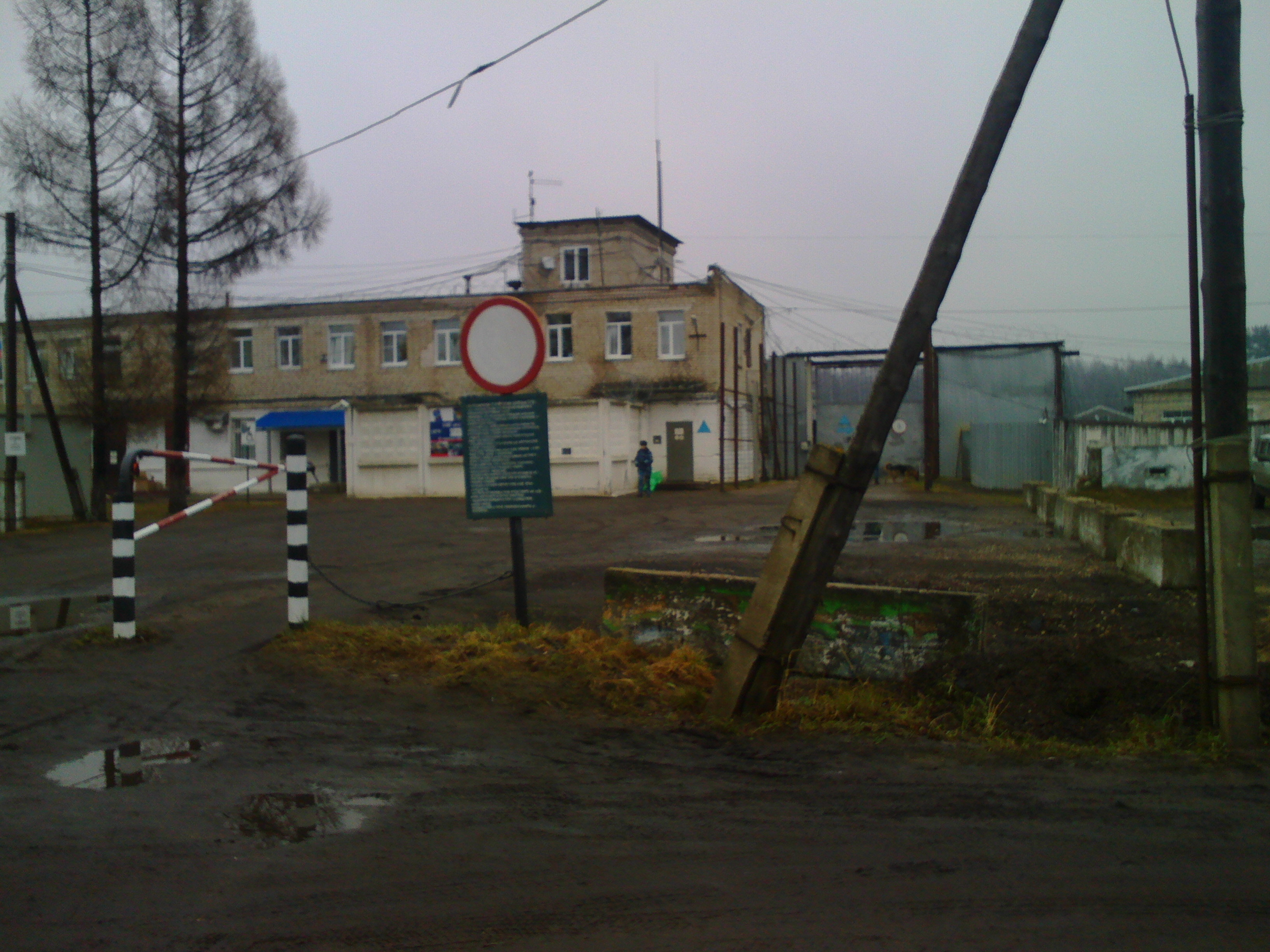
Вход в ФКУ ИК-3 (25.12.2019)
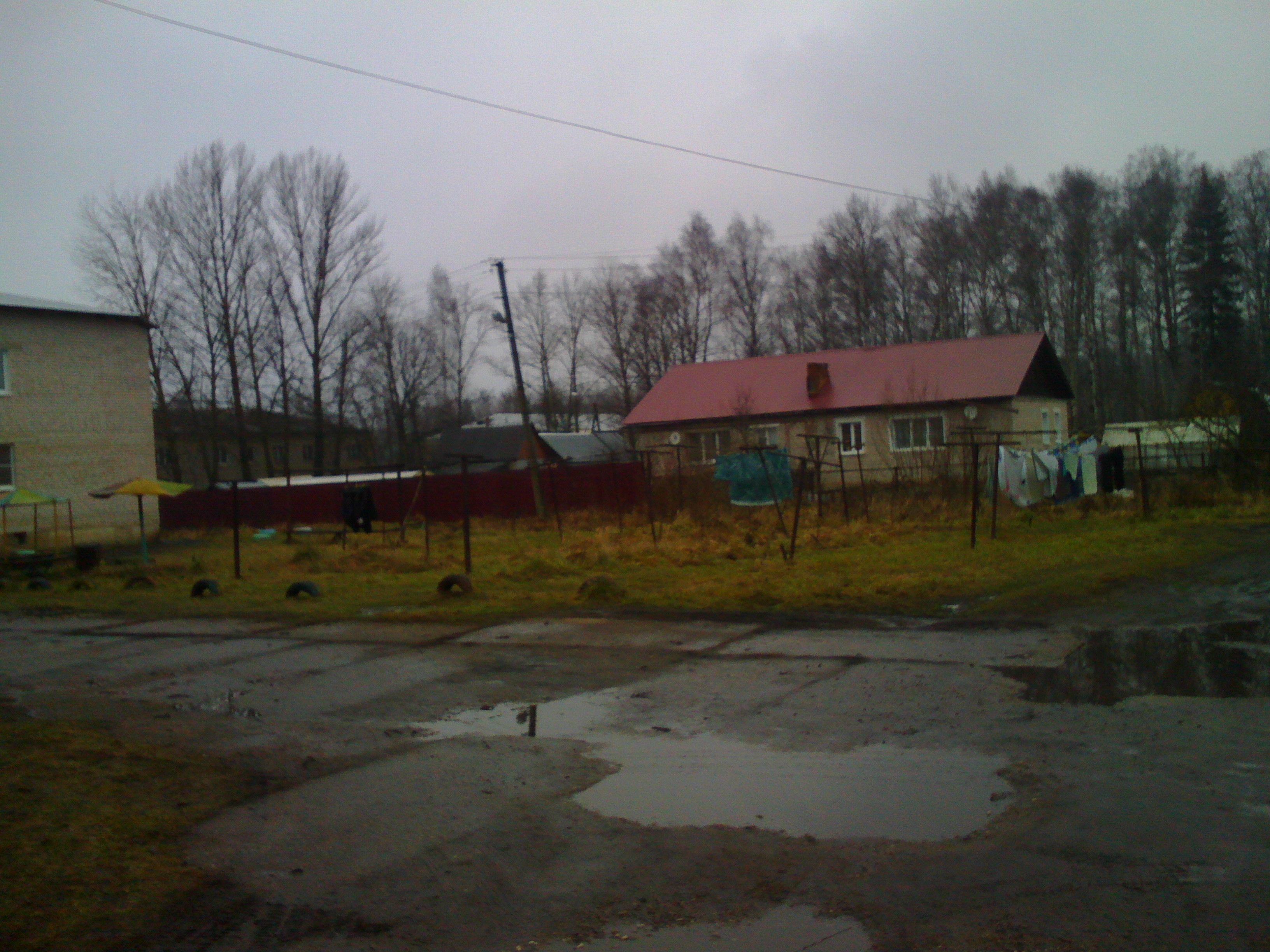
Двор в посёлке (25.12.2019)
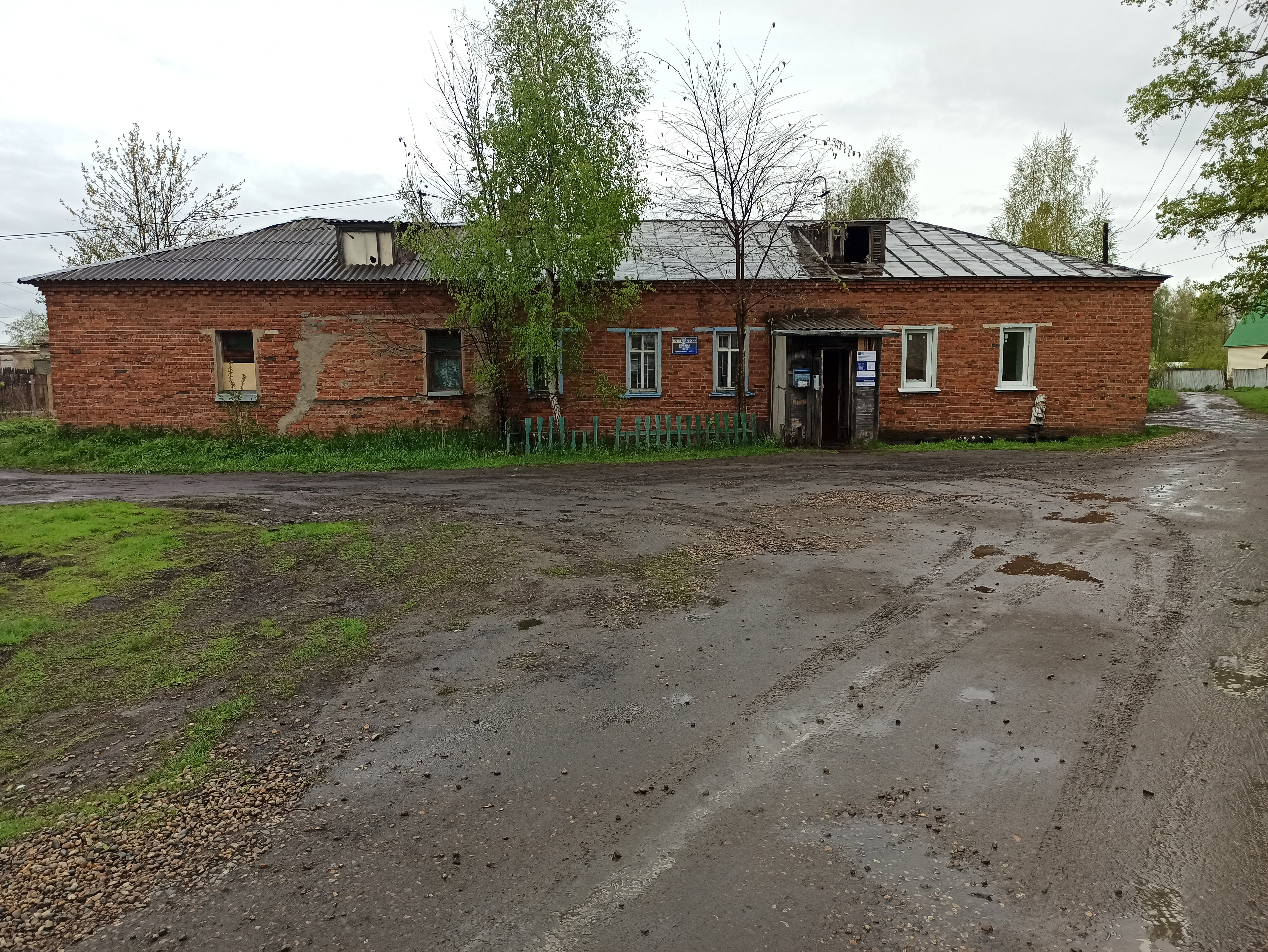
Здание отделения почтовой связи (18.05.2020)